# Giovanni Battista Giraldi
Giovanni Battista Giraldi, oftast omtalad som Cinthio, född i november 1504 i Ferrara, Italien, död 30 december 1573 i Ferrara, italiensk författare, poet och professor i filosofi och retorik. 
Giraldis rika, men mer av lärdom och energi än verklig konstnärsbegåvning präglade produktion omfattar tragedier, dikter, estetiska skrifter, eposet Il Ercole, komedier samt en novellsamling, Gli eccatommiti (1565), i Matteo Bandellos stil. Ur Giraldis verk har Shakespeare hämtat motiven till Measure for measure och Othello och Francis Beaumont och John Fletcher hämtat intrigen till Custom of the country